# Cyperus laevigatus
Cyperus laevigatus är en halvgräsart som beskrevs av Carl von Linné. Cyperus laevigatus ingår i släktet papyrusar, och familjen halvgräs.

## Underarter
Arten delas in i följande underarter:
- C. l. distachyos
- C. l. laevigatus

## Bildgalleri

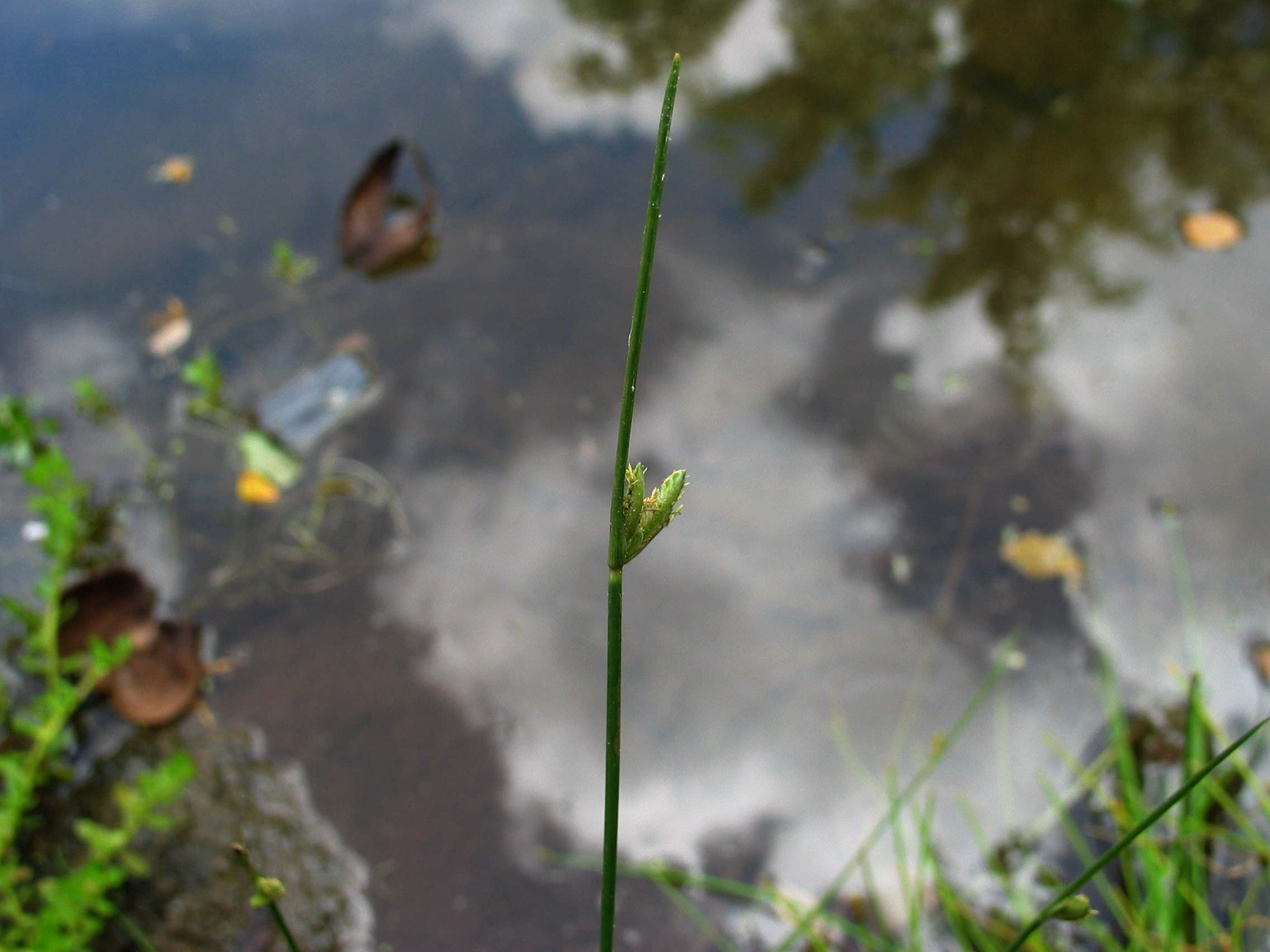
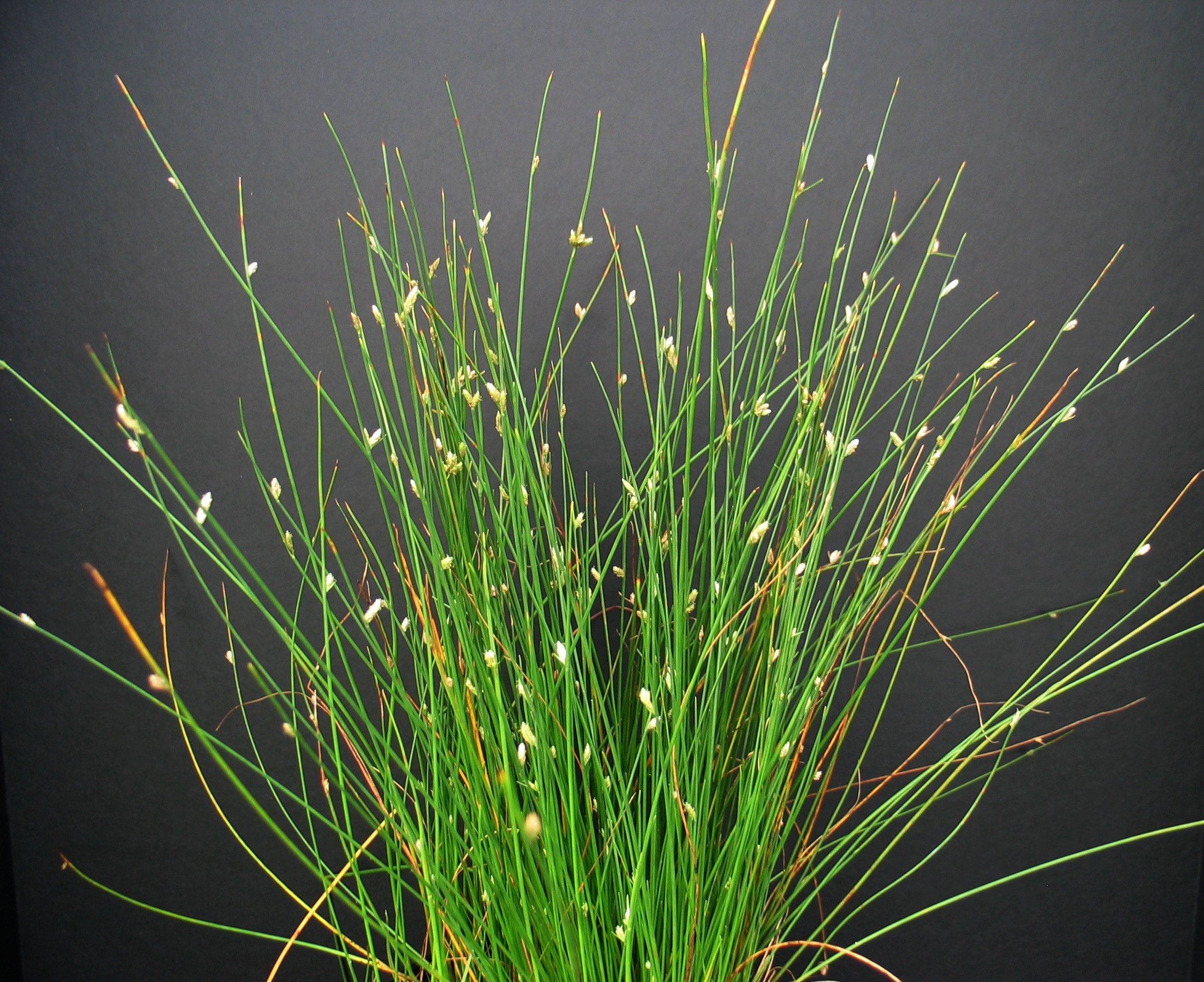
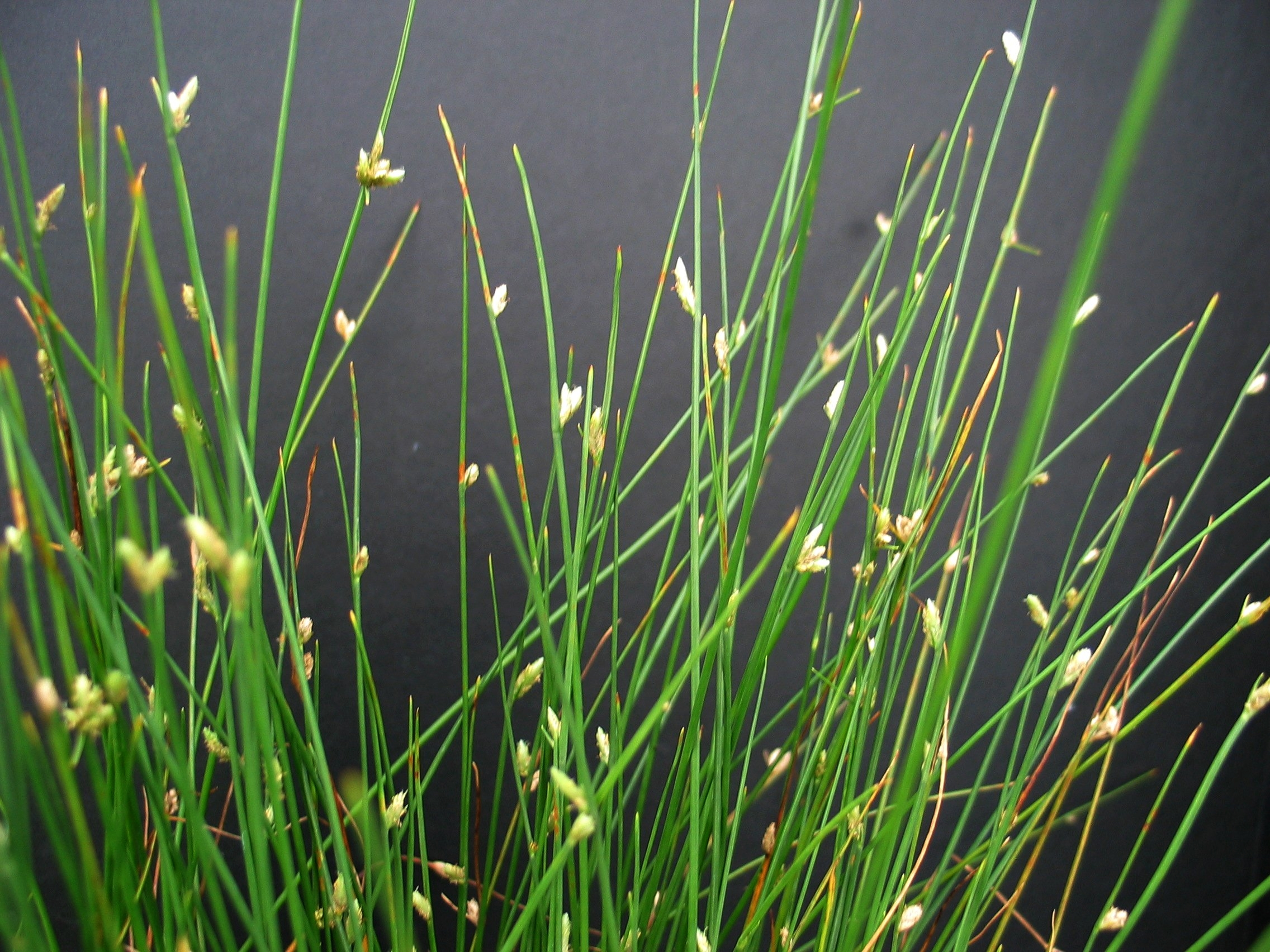
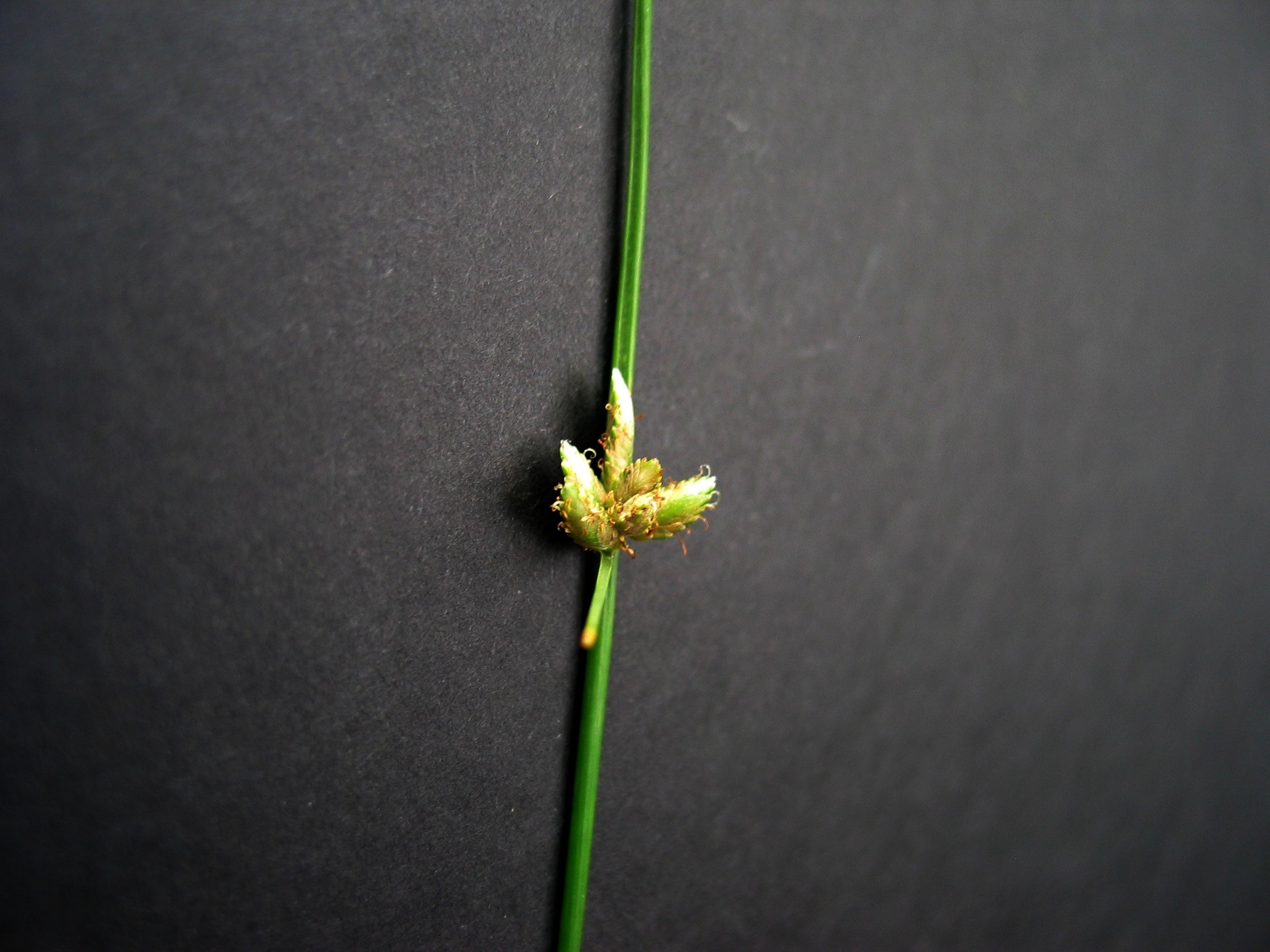